# Colletes cyanescens
Colletes cyanescens är en biart som först beskrevs av Alexander Henry Haliday 1836.  Colletes cyanescens ingår i släktet sidenbin, och familjen korttungebin. Inga underarter finns listade i Catalogue of Life.